# Considia unimaculata
Considia unimaculata är en insektsart som beskrevs av Schmidt 1910. Considia unimaculata ingår i släktet Considia och familjen spottstritar. Inga underarter finns listade i Catalogue of Life.